# Sunni Hizbullah
Sunni Hizbullah (sinh ngày 11 tháng 3 năm 1994) là một cầu thủ bóng đá người Indonesia hiện tại thi đấu ở vị trí hậu vệ cho PSCS Cilacap ở Liga Indonesia Premier Division.

## Sự nghiệp câu lạc bộ

### Persiba Bantul
Hizbullah bắt đầu sự nghiệp khi gia nhập U-21 Persiba Bantul. ngày 21 tháng 8 năm 2014, anh ra mắt đội một ở Indonesia Super League trước Persiram Raja Ampat; Persiba thất bại 0–3. Hizbullah ghi bàn thắng đầu tiên cho Persiba ngày 5 tháng 9 năm 2014, kết thúc với chiến thắng 3–2 trước Persiba Balikpapan.

## Thống kê câu lạc bộ
Tính đến 3 tháng 1 năm 2015.
| Câu lạc bộ          | Mùa giải            | Giải vô địch           | Giải vô địch | Giải vô địch | Piala Indonesia | Piala Indonesia | Châu Á  | Châu Á    | Khác    | Khác      | Tổng    | Tổng      |
| Câu lạc bộ          | Mùa giải            | Hạng đấu               | Số trận      | Bàn thắng    | Số trận         | Bàn thắng       | Số trận | Bàn thắng | Số trận | Bàn thắng | Số trận | Bàn thắng |
| ------------------- | ------------------- | ---------------------- | ------------ | ------------ | --------------- | --------------- | ------- | --------- | ------- | --------- | ------- | --------- |
| Persiba Bantul      | 2014                | Indonesia Super League | 2            | 1            | —               | —               | —       | —         | —       | —         | 2       | 1         |
| Persiba Bantul      | 2015                | Premier Division       | 0            | 0            | 0               | 0               | —       | —         | —       | —         | 0       | 0         |
| Tổng cộng sự nghiệp | Tổng cộng sự nghiệp | Tổng cộng sự nghiệp    | 2            | 1            | 0               | 0               | 0       | 0         | 0       | 0         | 2       | 1         |